# Mărișel, Cluj
Mărișel este satul de reședință al comunei cu același nume din județul Cluj, Transilvania, România.

## Imagini

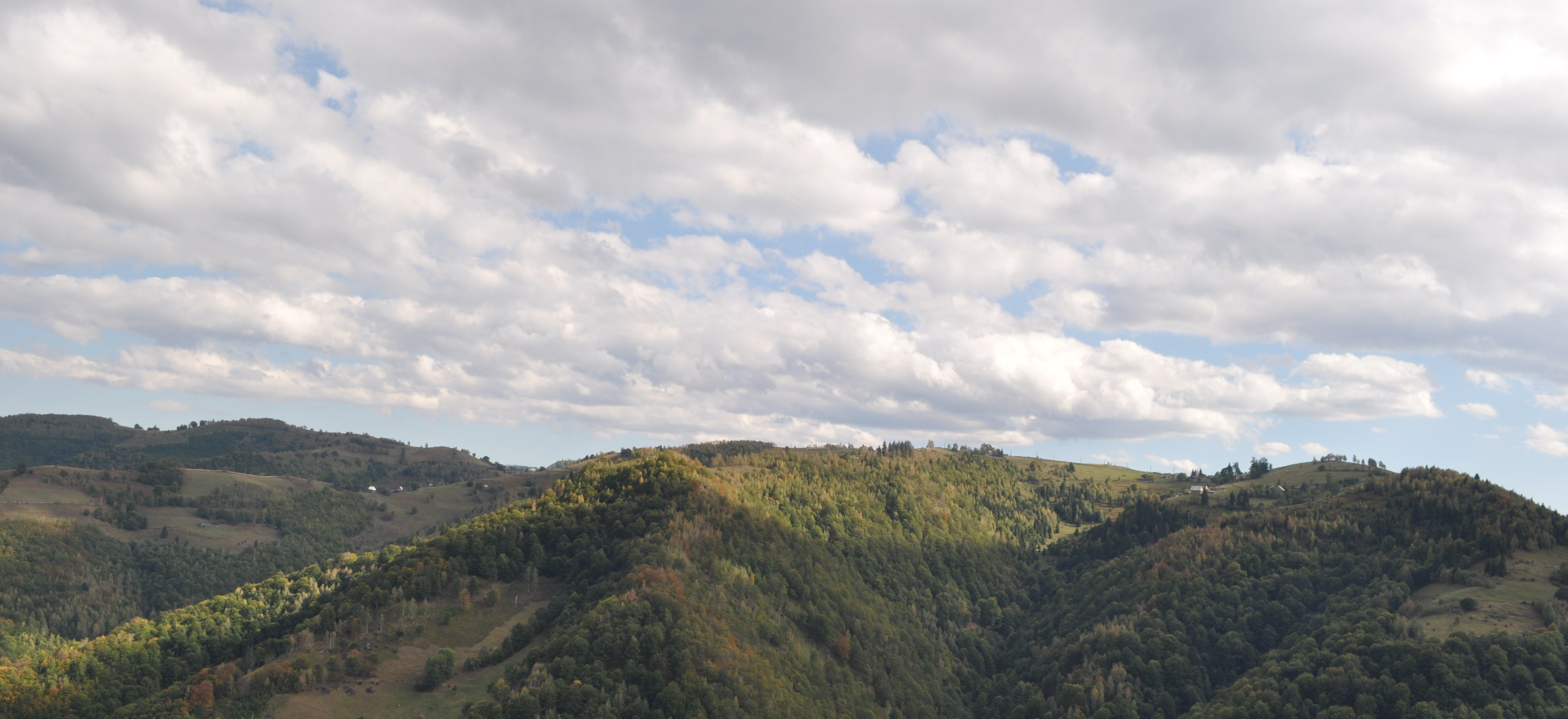
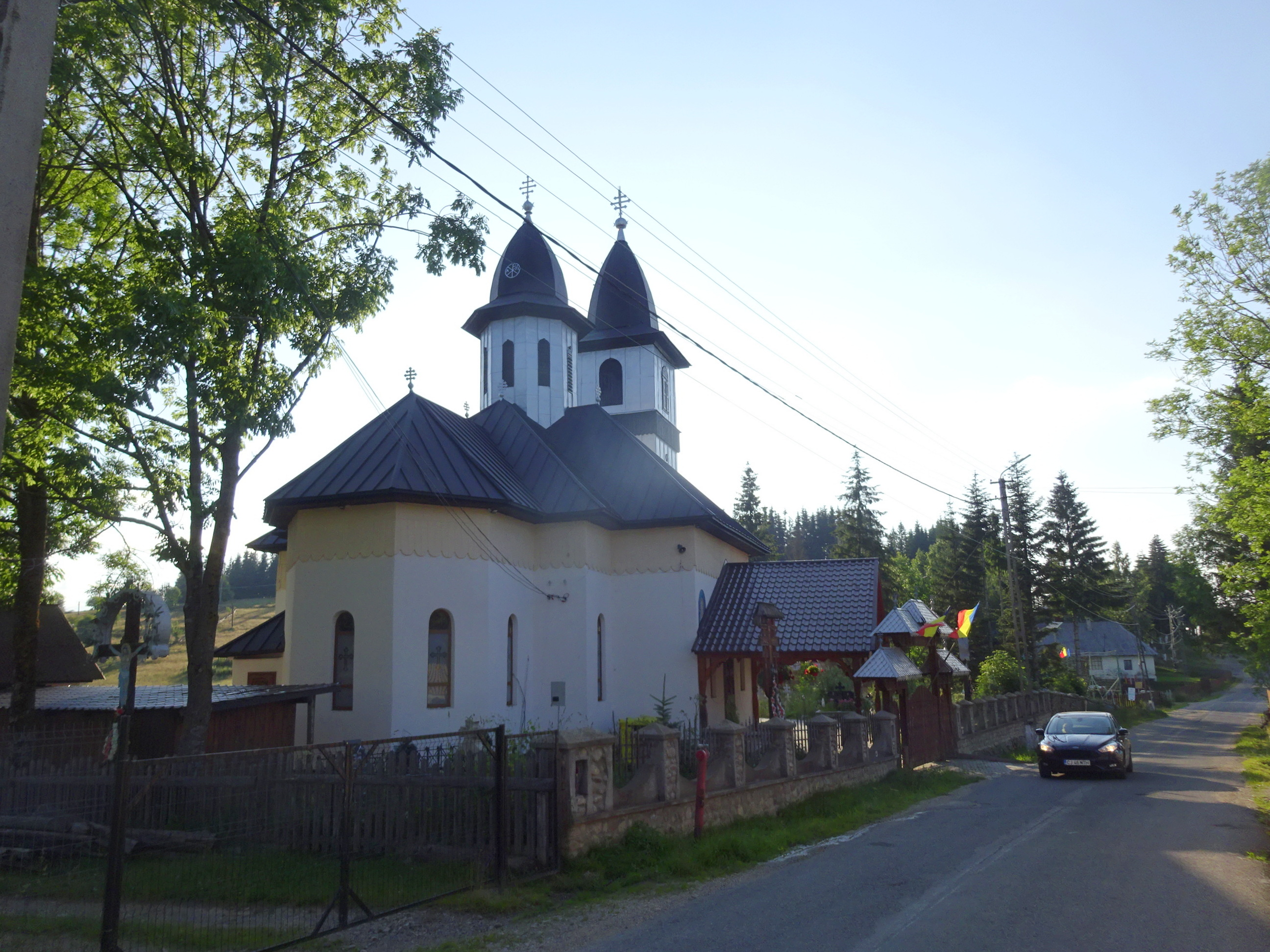
Biserica de lemn (1906)
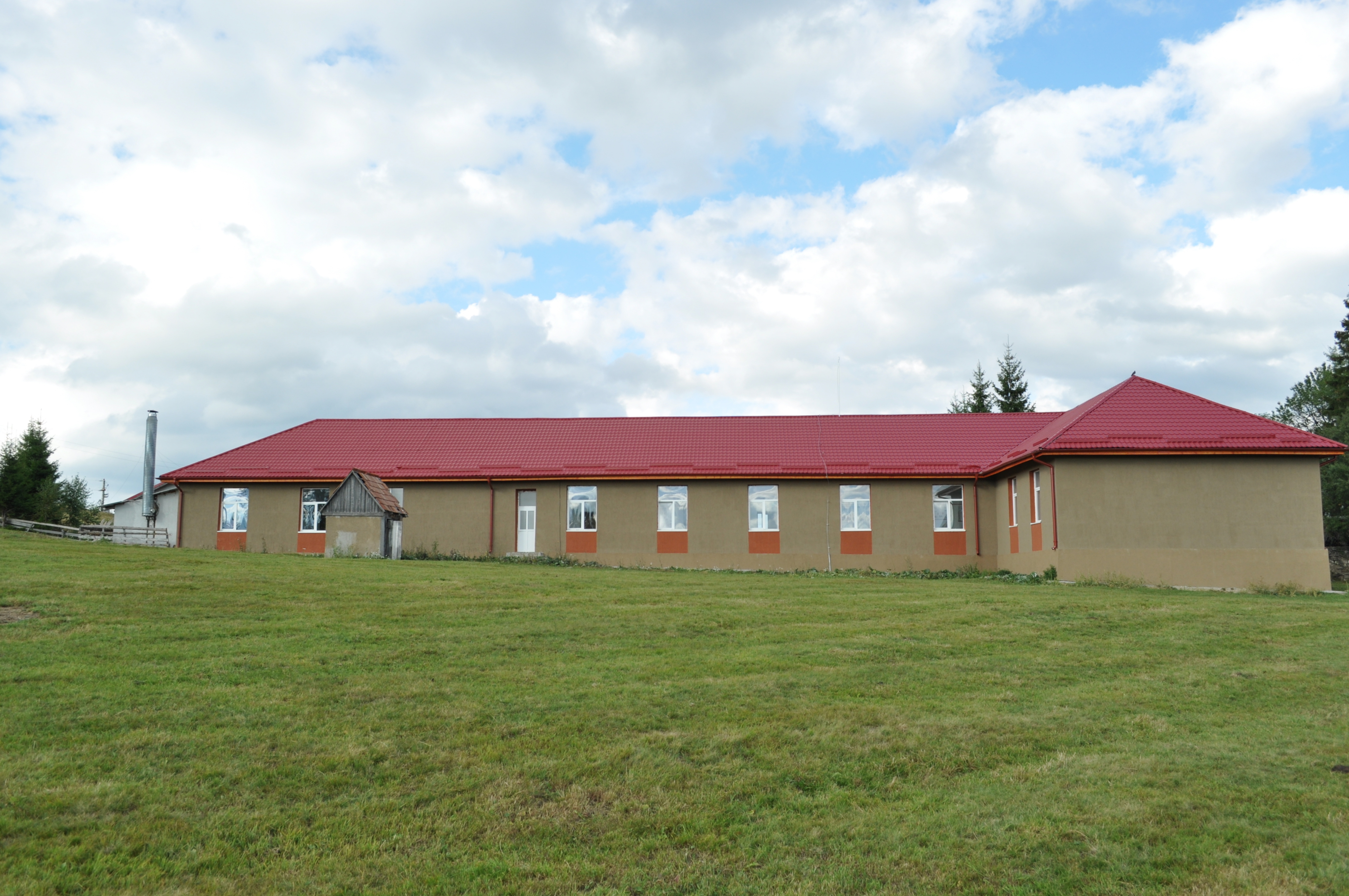
Școala Pelaghia Roșu
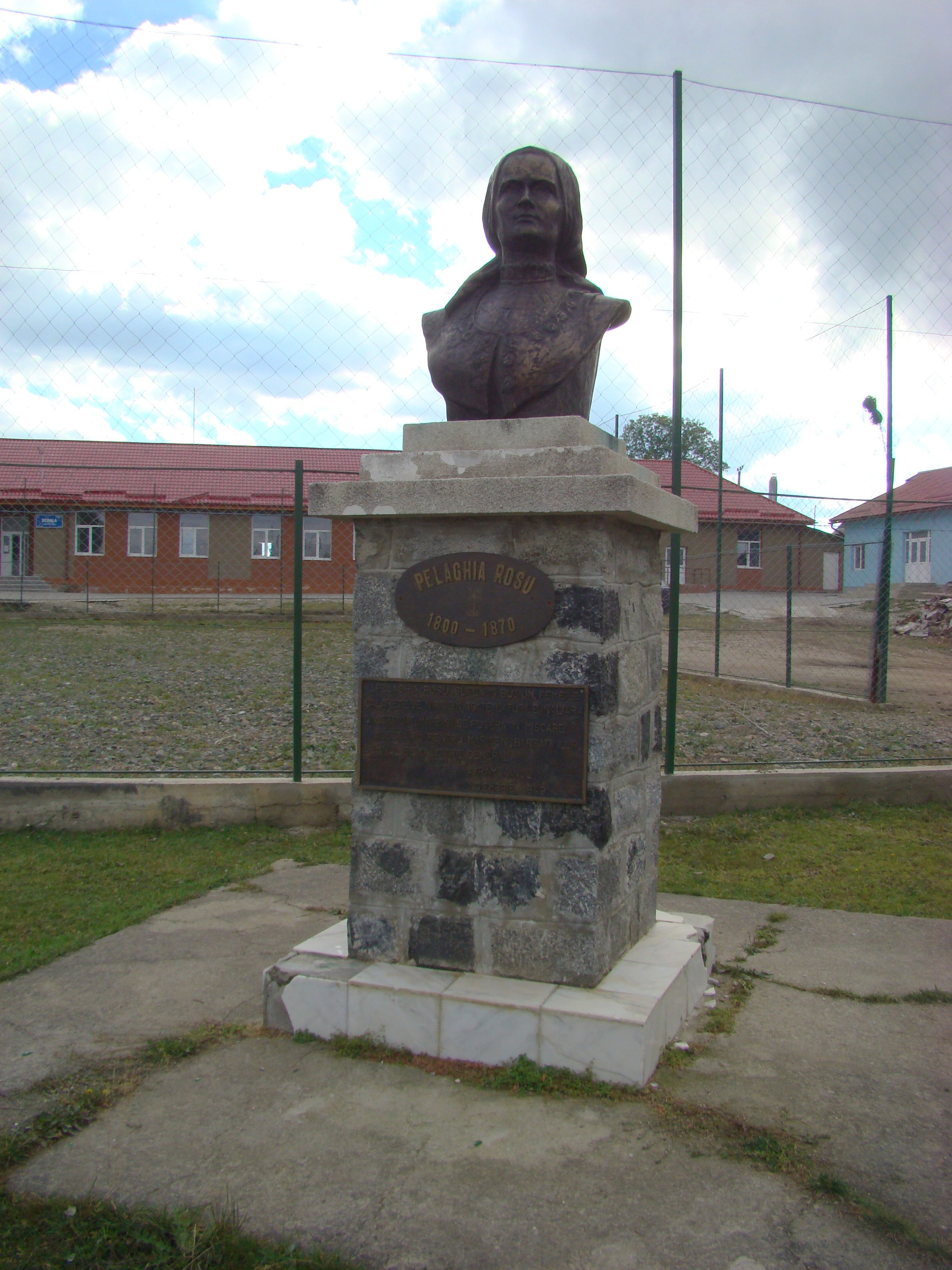
Bustul Pelaghiei Roșu
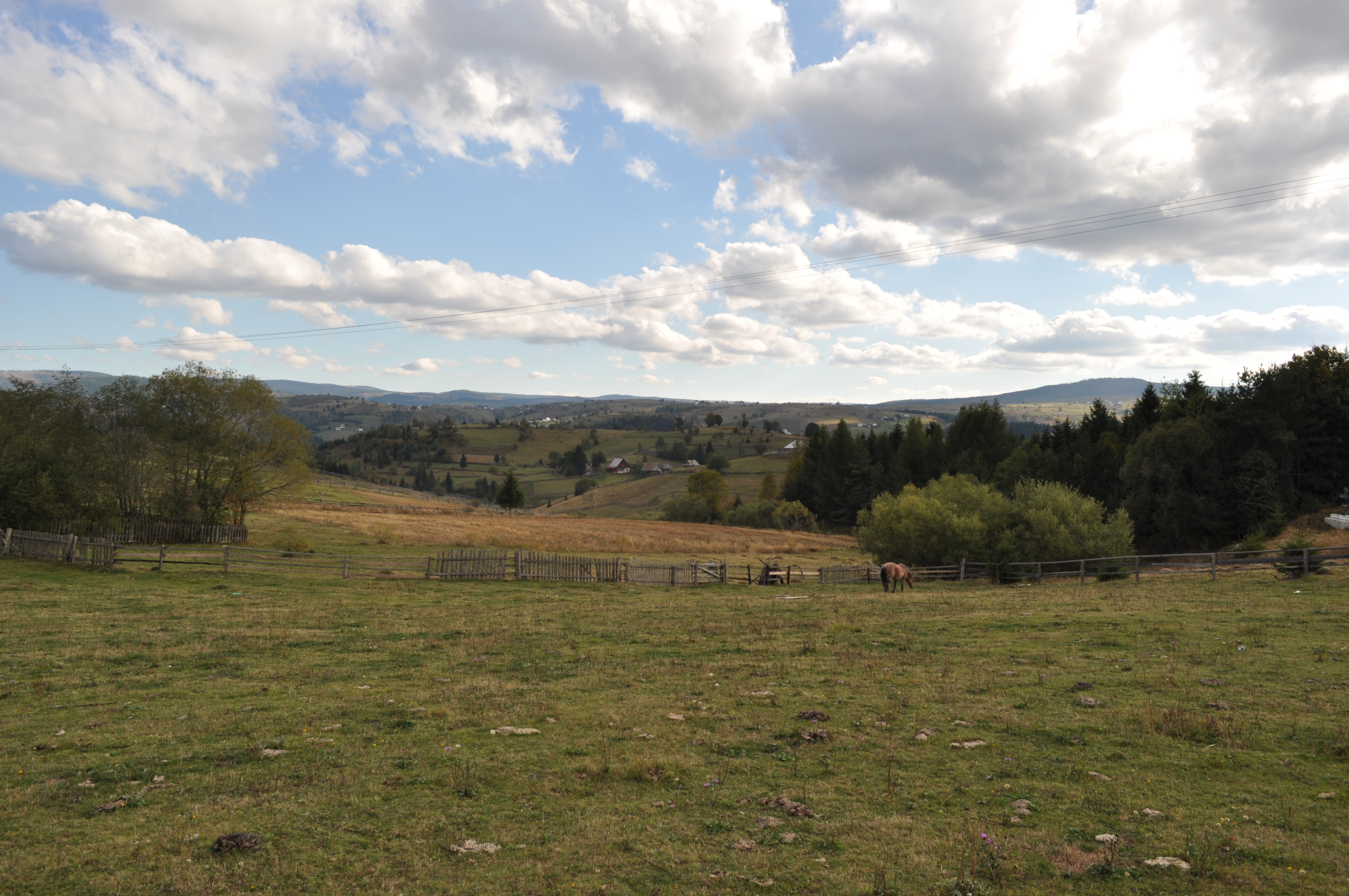
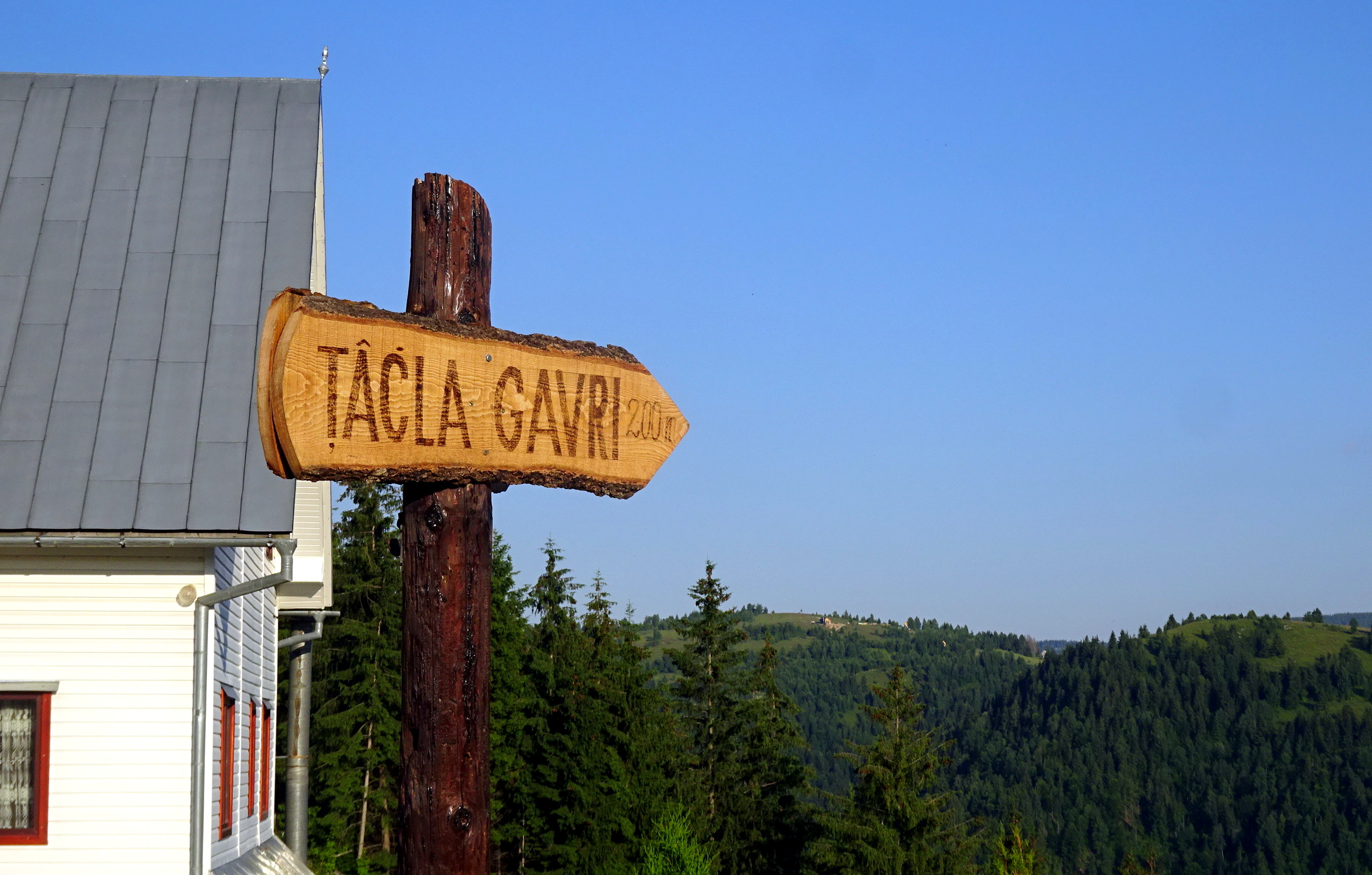
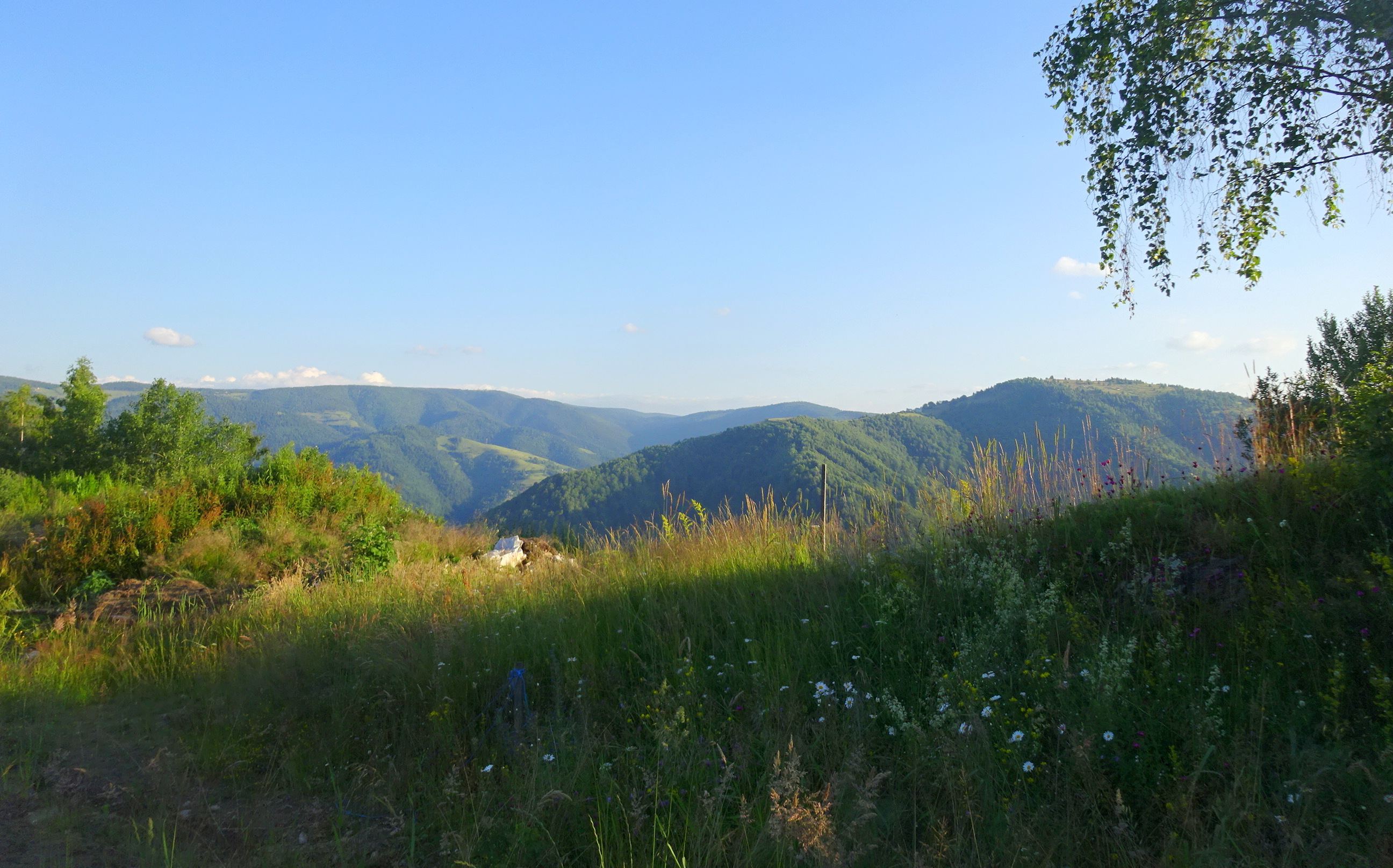
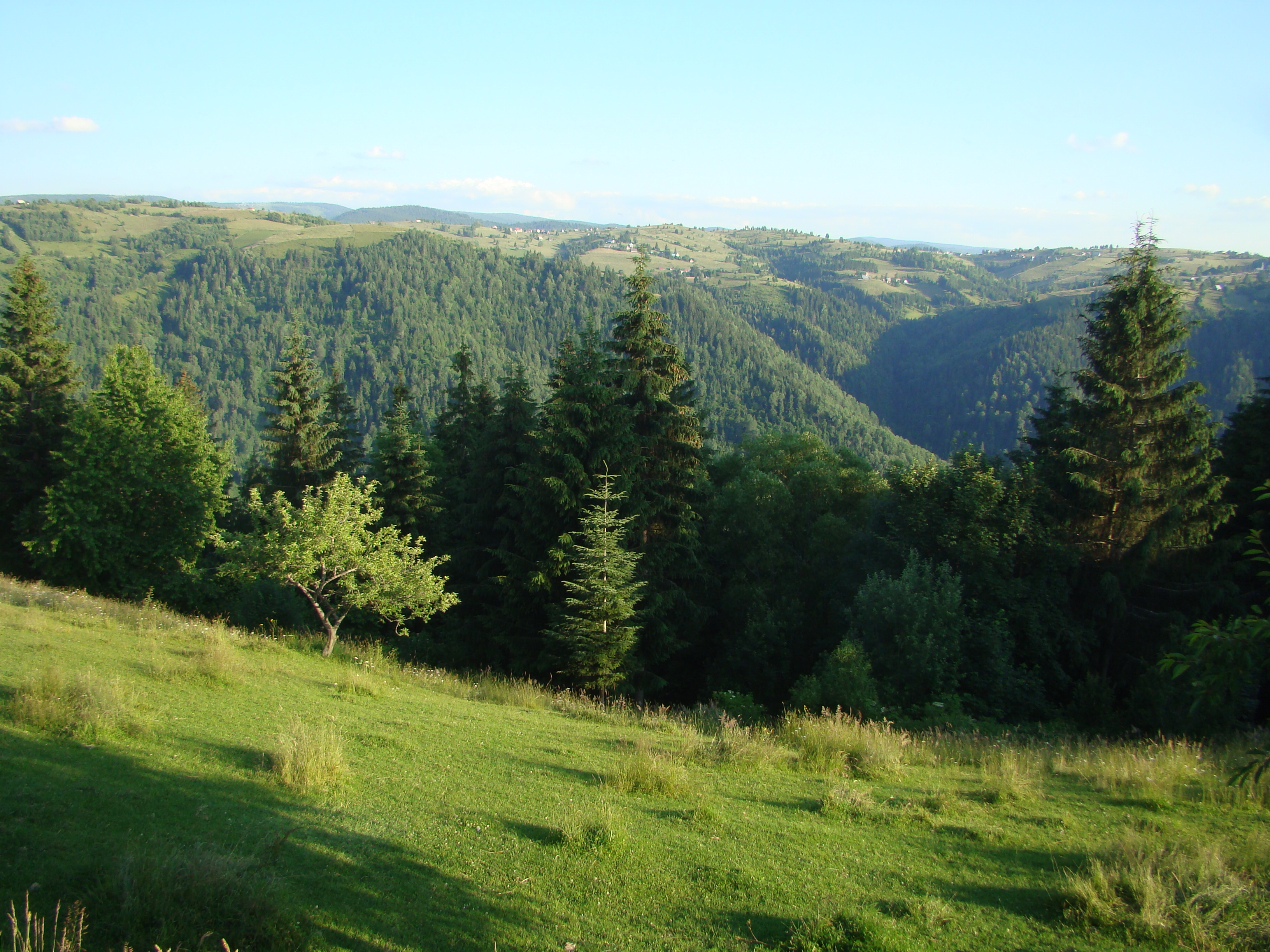
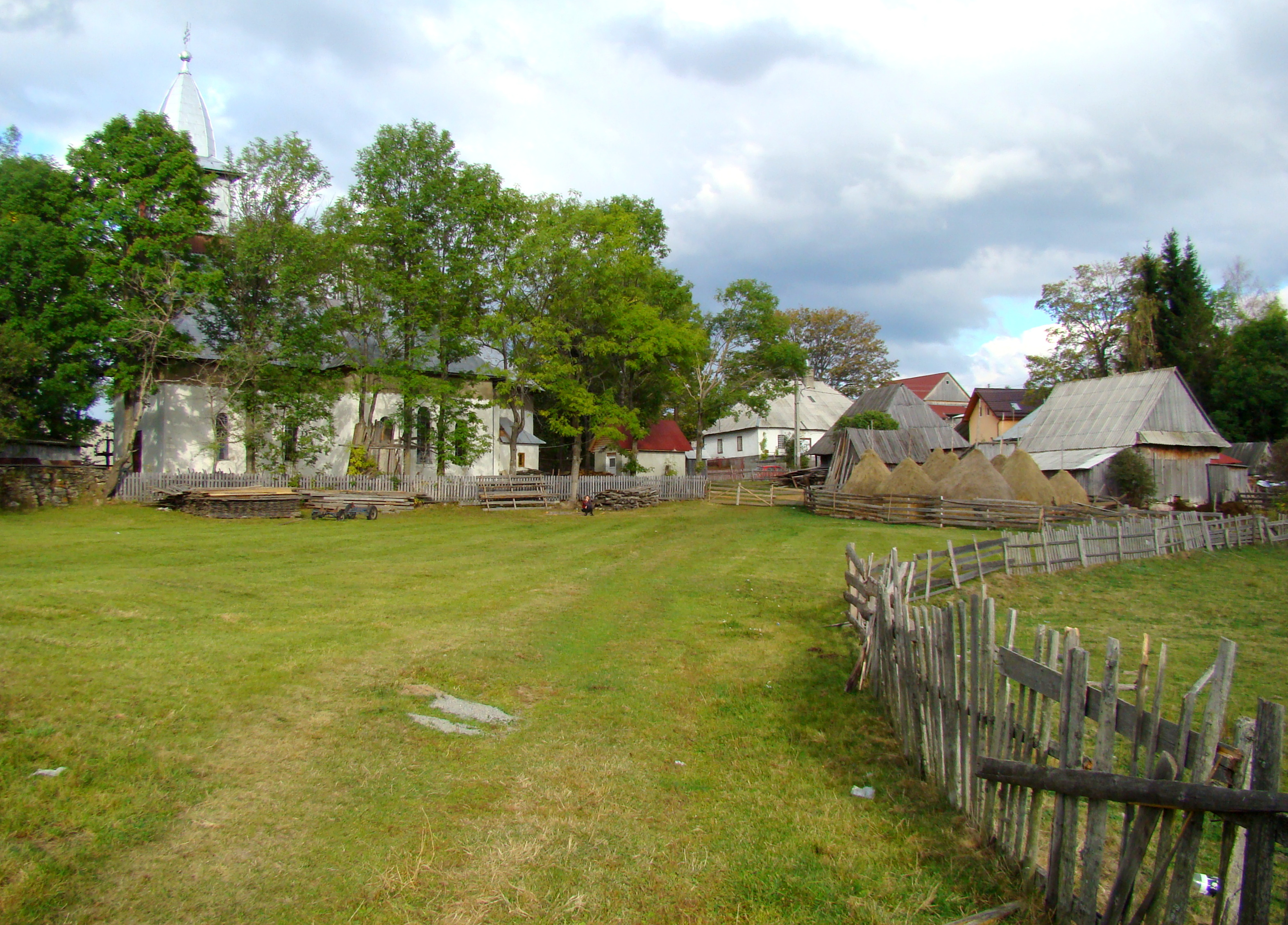
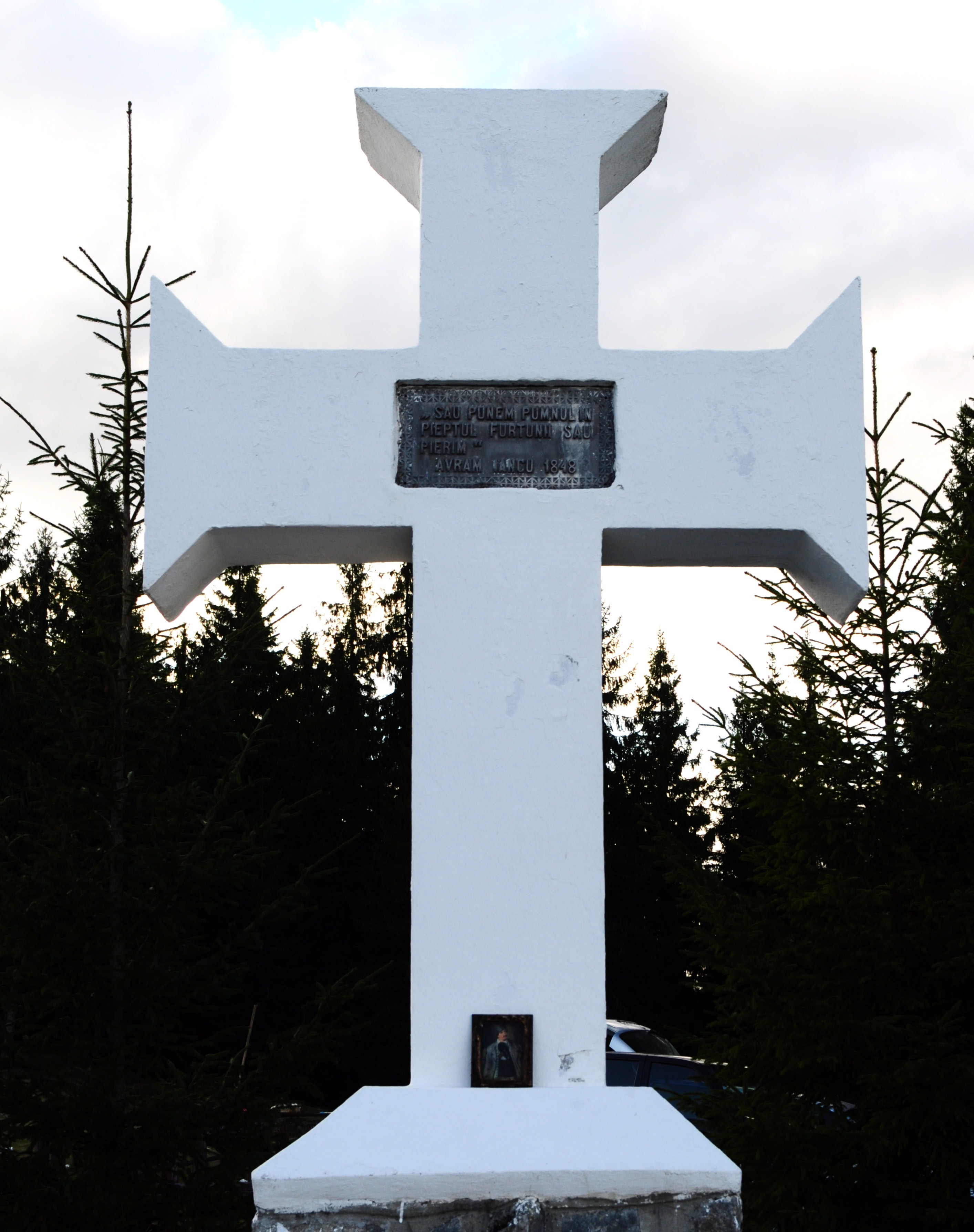
Crucea Iancului
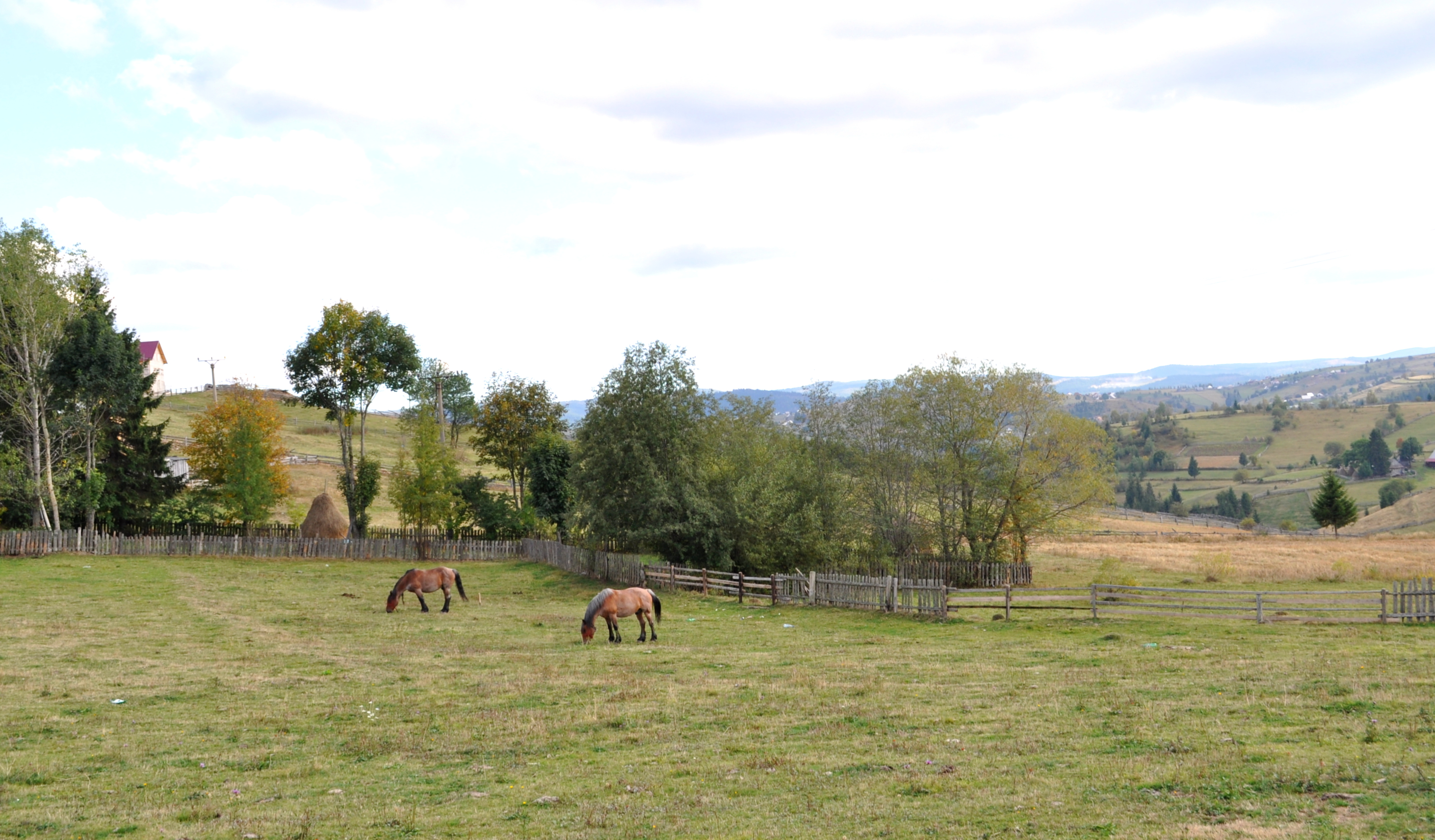
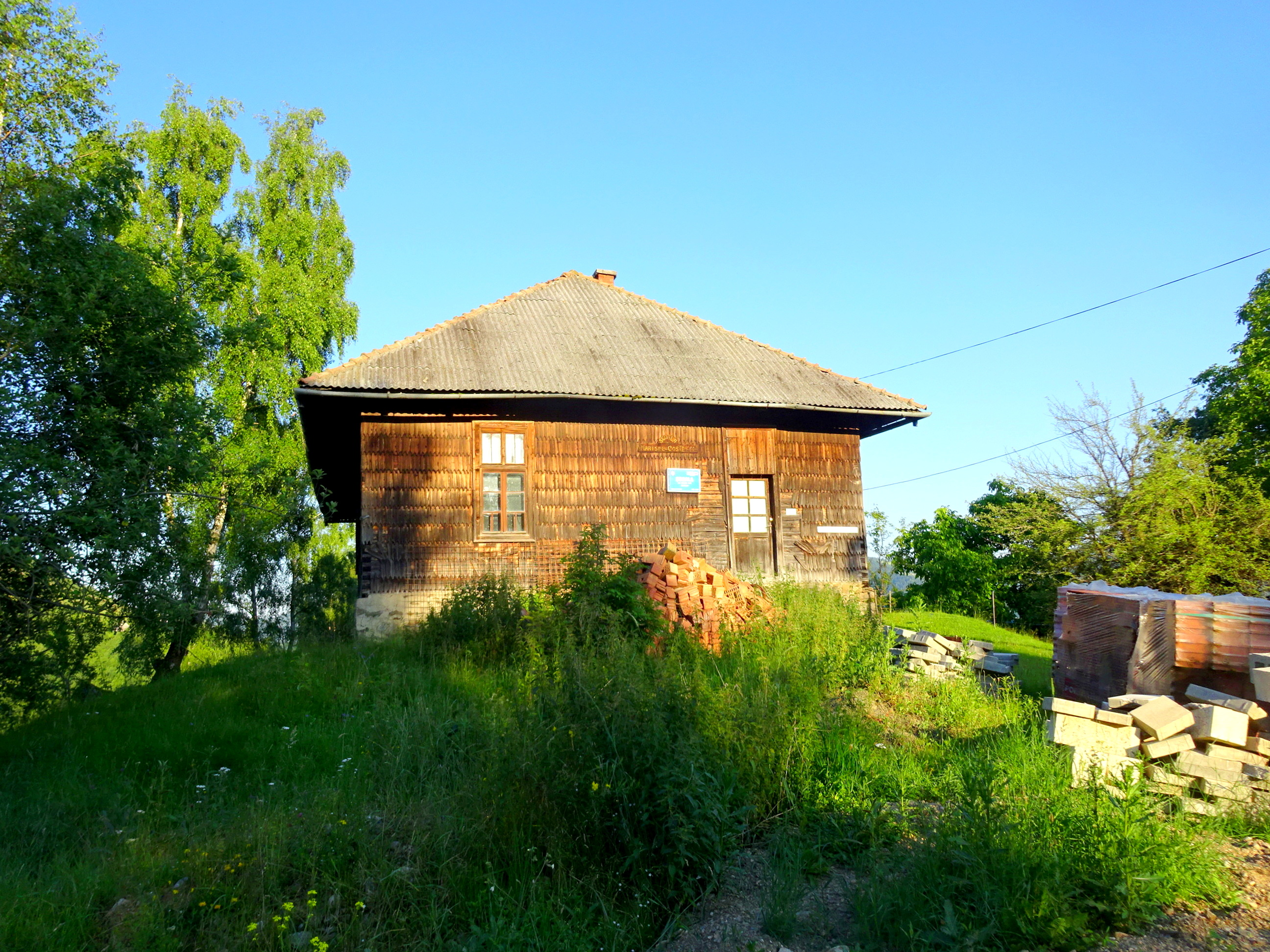
Școala primară din cătunul Costești